# Eugenia pitanga
Eugenia pitanga är en myrtenväxtart som först beskrevs av Otto Karl Berg, och fick sitt nu gällande namn av Franz Josef Niedenzu. Eugenia pitanga ingår i släktet Eugenia och familjen myrtenväxter. Inga underarter finns listade i Catalogue of Life.